# ただいま勤務中
『ただいま勤務中』（ただいまきんむちゅう）は、辻灯子による日本の4コマ漫画作品。辻灯子の代表作であり、初の連載・単行本化作品。『まんがタイムジャンボ』（芳文社刊）に1999年6月号から2003年10月号まで連載された。単行本は全3巻。あとがきによると、辻灯子の都合で全3巻になったとのこと。
女性交通警備員を主人公としたドタバタコメディである。
なお、作者は当作を含めてこれまで『ただいま○○中』という似通った名称の作品を3作発表しているが、作中の世界観はそれぞれ全く別であり、他の作品の登場人物が描かれるような互換性は無い。

## 登場人物
春日陽子（かすが ようこ）
本編の主人公。20歳。人並み以上の頑張り屋だが、その意気込みが空回りすることも多い。身長が低いため、家出中の中学生に間違われることもしばしばである。夏休みに自動車教習所に通って運転免許を取得したため、免許証の写真は本人曰く「薄着でお色気大作戦」。しかし同僚の彩と冴子に「路線が違う」と冷笑されるほど色気がない。恋愛ごとは鈍感。父（芳雄）と母（萠子）、弟（芳人）と同居している。下戸。
父・芳雄
何よりも娘を溺愛している。45歳。息子はどうでもいいらしい。
母・萠子
全くのマイペース。40歳。娘にお見合いを勧めているが、陽子が出て行って空いた部屋を自分の趣味の部屋にしたいらしい。
弟・芳人
高校生で受験生。17歳。姉よりもファッションや化粧にうるさい。食品の賞味期限に敏感。友人達に「姉ちゃんとそのダチでの合コン」を迫られているが、彼女たちの実情を知っているので今一つ乗り気でない。通称「春日弟」。結構モテるらしく、姉に隠れて彼女を家に呼んだりもしている模様（ただし、うち一人には偽の電話番号を掴まされている）。
ミロ
陽子が現場で拾った猫。そのまま春日家で飼われることになった。よく陽子を引っ掻く。萠子には溺愛されている。作者が付けた名前はシロだったが、編集者の誤植によりミロになった。
夏木彩（なつき あや）
陽子の同僚。20歳。威勢と面倒見がよい。外見同様に金遣いも派手らしく、常に貧乏で電気を止められることもある。ゲームが趣味らしく、よく徹夜をしている。陽子については「顔は十人並みの1ミリ上」と、褒めているのか貶しているのか判らない評価をしている。最終電車が出た後のホームで見捨てられたり、介抱してくれた同僚をひっぱたいたりと、酒で失敗することが多い。初期設定は彼氏持ちであったが、やがて別れた。その後デートや合コンはちょくちょくしているが、特定の恋人はいない模様。武藤にも気がある。三人（陽子・彩・冴子）の中では、唯一の喫煙者。
冬月冴子（ふゆつき さえこ）
陽子の同僚。28歳。クールなリアリスト。唯一の彼氏持ちだが、塾講師の彼とはすれ違いが多く倦怠期らしい。最年長らしく保護者のように振る舞うが、自身が騒動の元になることもある。極度の近視で、コンタクトを使用しているが、牛乳瓶の底のようなメガネを使用することもある。陽子・彩との年齢差が気になるらしく「成人式はいつやったか？」との問いには「ハタチの時にしたわよ」と言い張ってごまかす。
秋田ほのか（あきた ほのか）
陽子の同僚。天然ボケの罪のない発言で陽子らを惑わせた。初登場時には既婚者で、最後の登場では妊娠していた（神社で買ってきたお守りが安産祈願だったことから判明）。「冬月バスター」とも呼ばれる。
梶（かじ）
陽子達の直属の上司（隊長）。30歳。手当の関係で現場の方が良かったのだが、「生贄」として隊長職に就かされたとの噂もある。個性溢れる部下に囲まれて、苦労が絶えない中間管理職。新婚の奥さんも元警備士。
武藤（むとう）
陽子達の同じ会社の上司（隊長）。イケメン。仕事のチェックも厳しいやり手だが、意外にお茶目なところも持ち合わせている。左手の中指にプラチナリングをしている（婚約相手がいる？）。

## 書誌情報
- 単行本 - 芳文社より「まんがタイムコミックス」として刊行されている。

1. 第1巻（2002年5月15日発行）ISBN 4-8322-6251-3
2. 第2巻（2003年1月23日発行）ISBN 4-8322-6277-7
3. 第3巻（2004年1月22日発行）ISBN 4-8322-6318-8